# Epeolus sigillatus
Epeolus sigillatus is een vliesvleugelig insect uit de familie bijen en hommels (Apidae). De wetenschappelijke naam van de soort is voor het eerst geldig gepubliceerd in 1930 door Johann Diedrich Alfken.
Dit is een kleptoparasiet die endemisch is in Kreta.